# Hemitaurichthys polylepis
Espèce
Synonymes
- Chaetodon polylepis Bleeker, 1857

Statut de conservation UICN

 LC  : Préoccupation mineure
Hemitaurichthys polylepis, communément nommé poisson-papillon pyramide jaune, est un poisson osseux de petite taille appartenant à la famille des Chaetodontidae natif de la zone centrale du Bassin Indo-Pacifique.

## Description
Le poisson-papillon pyramide jaune est un poisson de petite taille qui peut atteindre une longueur maximale 18 cm.

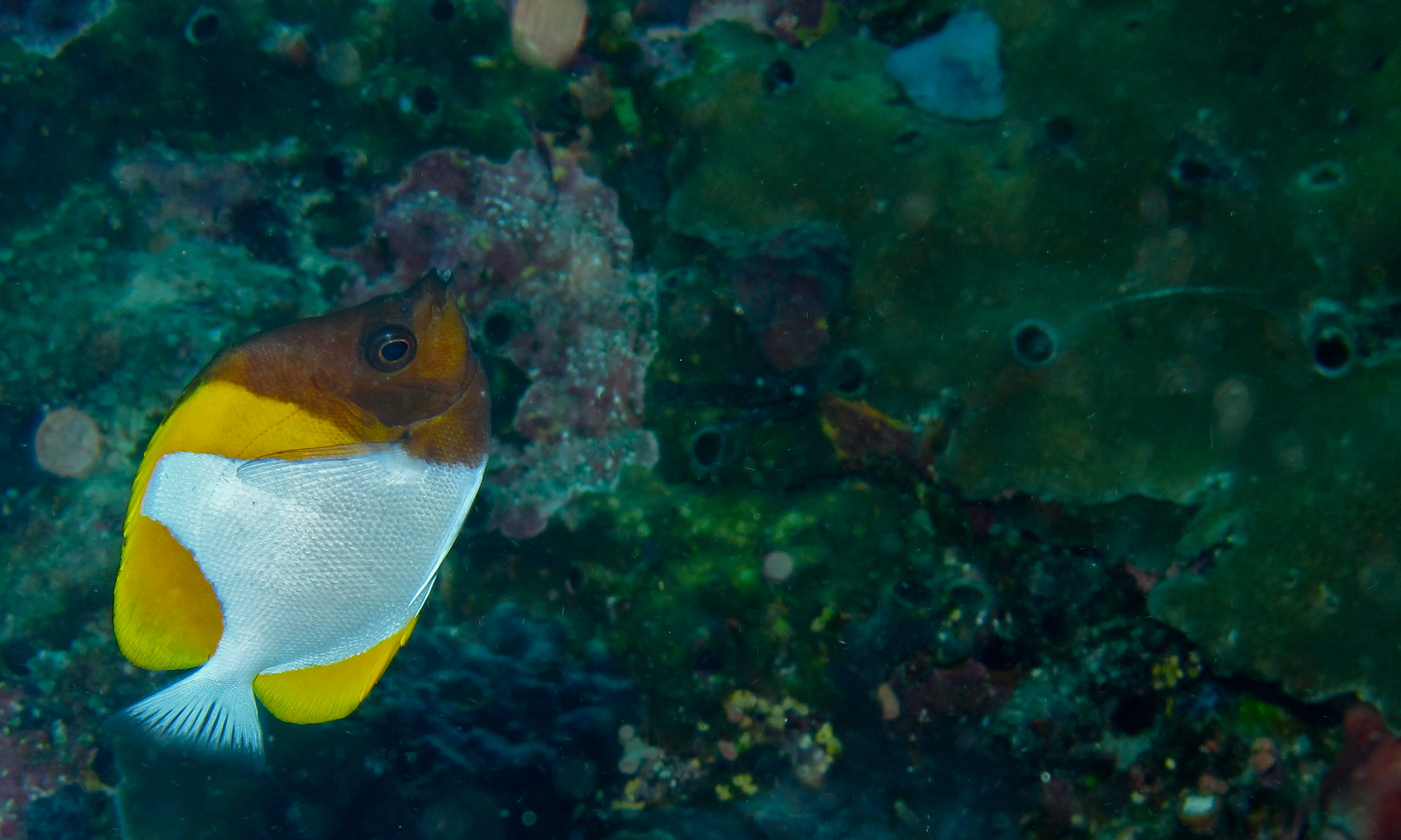
Hemitaurichthys polylepis (Sulawesi, Indonésie)

Son corps est compressé latéralement, son profil présente des bords arrondis, son museau s'étire un peu en pointe avec une petite bouche protractile terminale. Sa livrée très caractéristique ne laisse planer aucun doute sur l'identification du sujet.
Une zone brun-jaune sombre, dont l'intensité de la teinte peut varier, masque entièrement la tête et s'étend jusqu'à une ligne allant des premiers rayons de la nageoire dorsale au début des nageoires ventrales.
Le reste de son corps est blanc, pédoncule et nageoire caudale compris. L'insertion de zones jaune-orangé au niveau du haut des flancs forment une sorte de pyramide caractéristique de l'espèce. La nageoire anale est également jaune-orangé.

## Distribution & habitat
Le poisson-papillon pyramide jaune est présent dans les eaux tropicales et subtropicales du centre du Bassin Indo-Pacifique soit des Îles Coco-Keeling et Christmas à la Polynésie, Hawaii inclus, et du sud du Japon à la Nouvelle-Calédonie,.
Le poisson-papillon pyramide jaune apprécie les pentes récifales externes à partir desquelles il peut partir capter sa nourriture en pleine eau de 3 à 60 mètres de profondeur ,.

## Biologie

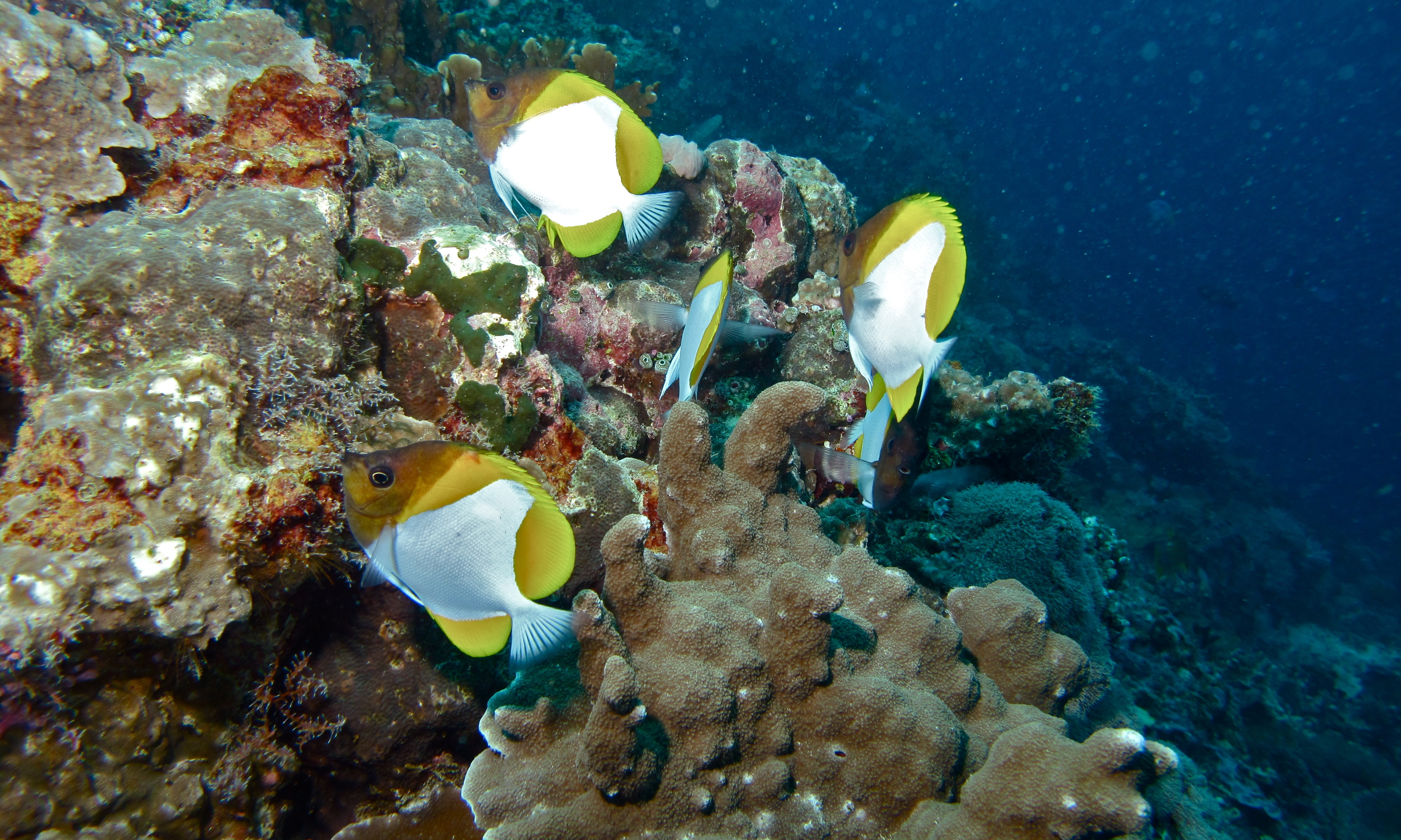
Groupe sur une pente récifale (Sabah, Malaisie)

Le poisson-papillon pyramide jaune vit en banc dont la taille peut être considérable et se nourrit de plancton qu'il capture en pleine eau le museau face au courant sur les pentes récifales externes.

## Statut de conservation
L'espèce ne fait face à aucune menace importante en dehors de sa sensibilité vis-à-vis de la production globale de plancton qui peut dans un avenir proche décroitre grandement au point de fragiliser certaines espèces, le poisson-papillon pyramide jaune est toutefois classée en "préoccupation mineure"(LC) par l'UICN.